# Hervin Ongenda
Hervin Ongenda (* 24. Juni 1995 in Paris) ist ein französischer Fußballspieler kongolesischer Abstammung.

## Karriere
Ongenda durchlief diverse Jugendmannschaften von Paris Saint-Germain und stieg 2012 in die B-Mannschaft auf. Zur Saison 2013/14 stand er erstmals im Kader der ersten Mannschaft von PSG. Sein Debüt in der Ligue 1 gab er am 9. August 2013 im Spiel gegen den HSC Montpellier.
Von September 2014 bis Mai 2015 spielte Ongenda auf Leihbasis beim SC Bastia, für den er 16 Erstligapartien bestritt.
Zur Saison 2015/16 kehrte er zu Paris Saint-Germain zurück. Am 21. November 2015 erzielte er sein erstes Erstligator, als er beim 2:1-Sieg gegen den FC Lorient zum 1:0 traf.
Im Juli 2018 wechselte er nach Rumänien zum Erstligisten FC Botoșani.
Im Januar 2020 ging er für circa eine halbe Million Euro in die Serie B. Dort spielte er zweimal in der Liga und einmal in den Playoffs und ging im Sommer wieder zu Botoșani.

## Erfolge
- Französischer Meister: 2015/16
- Französischer Pokalsieger: 2016, 2017
- Französischer Ligapokal: 2016
- Französischer Supercup: 2016